# 2e Groupe-brigade mécanisé du Canada
Le 2e Groupe-brigade mécanisé du Canada ou 2 GBMC, plus connu sous sa dénomination anglophone de 2 Canadian Mechanized Brigade Group ou 2 CMBG, est une unité des Forces canadiennes assignée à la 4e Division du Canada dont le quartier général est basé à la Base des Forces canadiennes Petawawa en Ontario.

## Unités
En 2023, le 2e Groupe-brigade mécanisé du Canada comprend les unités suivantes :
- Le quartier général et l'escadron de transmissions du 2e Groupe-brigade mécanisé du Canada à la BFC Petawawa
- The Royal Canadian Dragoons à la BFC Petawawa
- 2e régiment de la Royal Canadian Horse Artillery à la BFC Petawawa
- 2 Combat Engineer Regiment à la BFC Petawawa
- 1er bataillon du Royal Canadian Regiment à la BFC Petawawa
- 2e bataillon du Royal Canadian Regiment à la BFC Gagetown
- 3e bataillon du Royal Canadian Regiment à la BFC Petawawa
- 2e Bataillon des services à la BFC Petawawa